# Fiera del fumetto

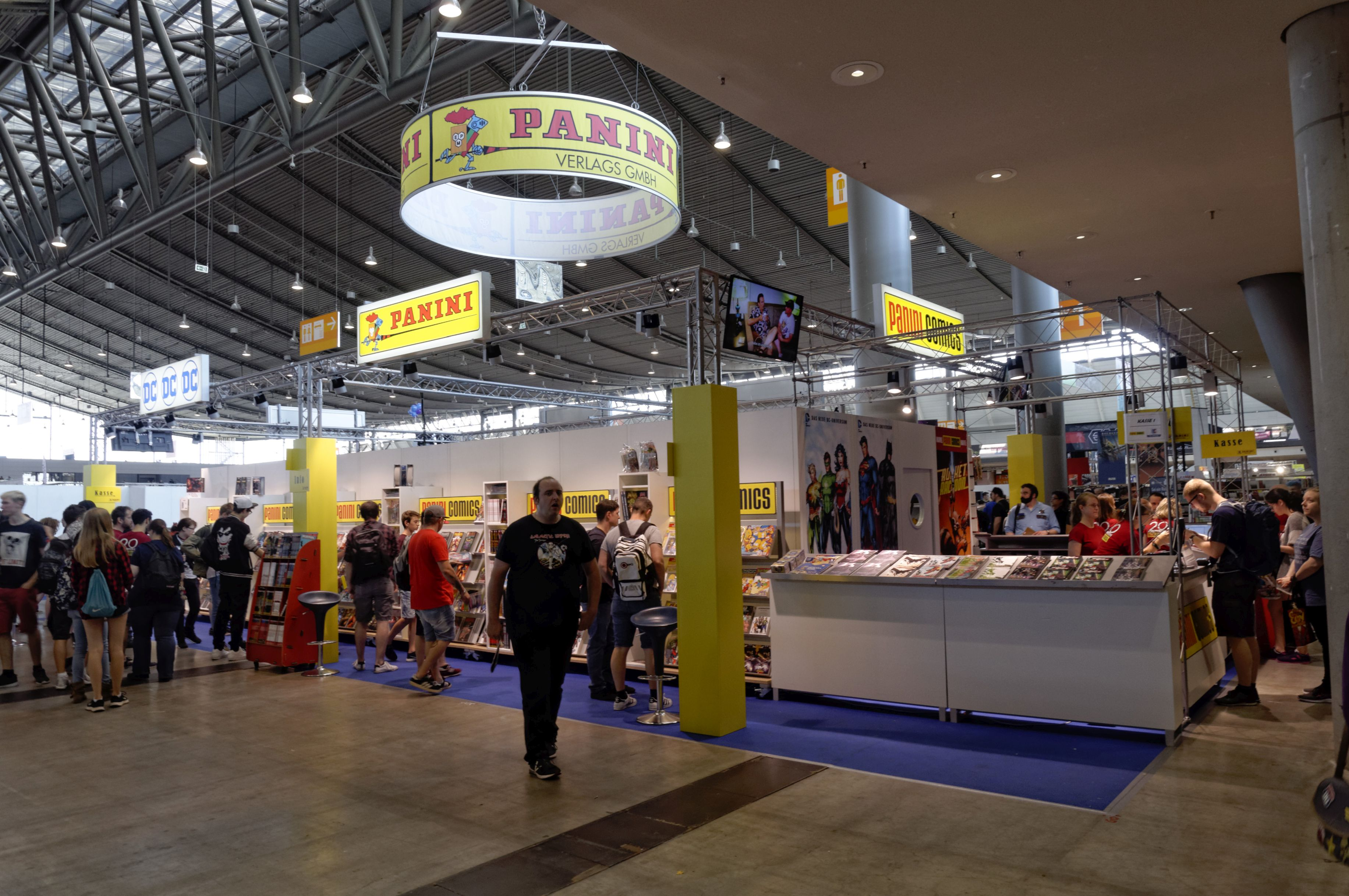
Lo stand della Panini Comics al Comic Con di Stoccarda nel 2018

Una fiera del fumetto (o comic-con, abbreviazione dall'inglese comic book convention) è un evento che si concentra principalmente sui fumetti in cui gli appassionati si riuniscono per incontrare fumettisti, esperti e venditori. In genere è un evento che dura qualche giorno, ospitato in un centro congressi, per le vie o altra sede. L'occasione viene anche sfruttata da editori, distributori e rivenditori come mezzo per promuovere e vendere i propri prodotti, dai fumetti al merchandising.
Queste iniziative vennero inizialmente organizzate dagli appassionati di fumetti per incontrarsi senza scopo di lucro e successivamente incominciarono a essere organizzate anche per fini commerciali in modo da sfruttarne il successo. In alcune di esse si incominciarono ad assegnare premi, come ad esempio lo Eisner Awards che viene conferito alla San Diego Comic-Con International dal 1988 o anche lo Yellow Kid assegnato dal Salone Internazionale dei Comics.

## Storia
ll primo esempio si ebbe nel 1964 a New York e fu chiamato New York Comic Con. Questi primi esempi erano piccoli convegni solitamente organizzati da appassionati locali con qualche ospite del settore. Fra i primi esempi di eventi ricorrenti negli Stati Uniti ci furono la Detroit Triple Fan Fair, dal 1965 al 1978, e l'Academy Con, dal 1965 al 1967. Molti di questi convegni iniziarono come eventi di un solo giorno in piccoli luoghi ma poi, alcuni di essi diventando più popolari si espansero nella durata, passando da piccole manifestazioni a grandi eventi in grandi centri congressi nelle grandi città.
Il primo festival internazionale del fumetto ha avuto luogo a Bordighera nel febbraio 1965: il Salone Internazionale dei Comics. Nel 1966 il Salone internazionale dei Comics si è trasferito a Lucca. Negli Stati Uniti, il Comic-Con di San Diego è stato fondato nel 1970 ed è diventato il più importante festival americano del fumetto. In Francia il primo Festival d'Angoulême, ispirato a quello di Lucca, si tenne alla fine di gennaio del 1974 su iniziativa di Francis Groux, Jean Mardikian e Claude Moliterni.
Le fiere sono diventate un grande business, con spettacoli ricorrenti in molte città e, oltre ai fumetti, si sono allargate ad altri settori come l'animazione, i giocattoli, i giochi di carte collezionabili, i videogiochi, le webcomic, i romanzi fantasy, il cinema e le serie TV.
Negli Stati Uniti d'America la Wizard Entertainment è il leader del settore con spettacoli in corso in 21 città americane. Il Comic-Con International di San Diego è una convention del settore che si tiene ogni anno dal 1970 e, secondo Forbes, è la più grande del suo genere al mondo con un impatto economico annuale di $160 milioni e di $180 milioni nel 2011. In Europa i maggiori eventi sono Lucca Comics & Games (dal 1993) e il Festival international de la bande dessinée d'Angoulême (dal 1974). La più grande convention mondiale di fumetti, in termini di partecipanti, è la giapponese Comiket (dal 1975), che vanta una partecipazione annua di oltre mezzo milione di persone.
In Italia il Salone Internazionale dei Comics è rimasto per un decennio l'unica manifestazione del settore. Nel 1976 nacque Treviso Comics, ma fu negli anni novanta che si ebbe l'esplosione delle fiere del fumetto, dal Cartoomics di Milano (1992) all'Expocartoon di Roma e al Lucca Comics & Games (entrambe dal 1993), dal Torino Comics (1994) al Napoli Comicon (1998) e l'Etna Comics (2011).

## Attività

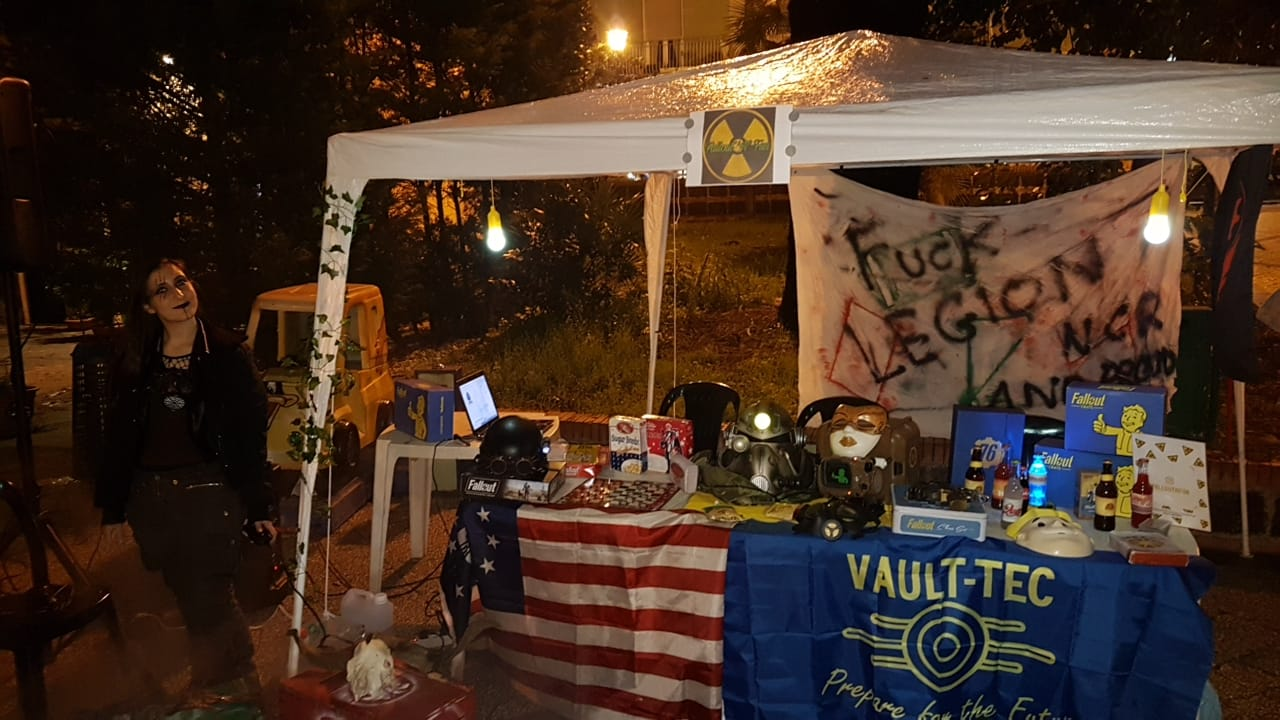
Una cosplayer di Fallout fotografata durante una fiera del fumetto in un'area dedicata al gioco.

- Mostra-Mercato: negozi, fumettisti o distributori come Panini Comics (questi ultimi presenti solo nelle fiere più grandi) allestiscono mostre di tavole originali o di fumetti rari, inoltre i visitatori possono acquistare gadget o fumetti, spesso in anteprima o in edizioni celebrative della fiera.
- Gara cosplay: la più famosa tra le attività non legate direttamente al fumetto è la "gara cosplay" in cui i cosplayer, ovvero ragazzi vestiti come i personaggi di fumetti, manga, anime, film, serie TV o videogiochi, si sfidano per aggiudicarsi premi come "miglior costume", "miglior interpretazione" o "premio simpatia". La gara si svolge di solito nell'ultimo giorno della manifestazione o a chiusura della fiera se questa dura un giorno soltanto.
- Ospiti: tra gli ospiti di queste fiere si possono trovare autori di fumetti e personalità del mondo delle sigle dei cartoni animati. In Italia tra i cantanti più gettonati ci sono Giorgio Vanni o Cristina D'Avena, ma non sono mancati anche altri cantanti di questo genere. A volte vengono invitati anche ospiti musicali non legati a tale mondo, come ad esempio i Versailles che presero parte al Cavacon di Cava de' Tirreni nel 2011[12] o il rapper Massimo Pericolo che si esibì durante il FantaExpo di Salerno nel 2019.[13] Gli autori di fumetti vengono invitati a partecipare per incontri col pubblico nei quali presentano le loro opere e firmano autografi o realizzano disegni da distribuire ai fan.
- Stand: nelle fiere del fumetto vengono allestite aree tematiche dove i cosplayer e visitatori possono scattarsi foto in un ambiente che ricalca quello di uno specifico fumetto, manga, anime, film, serie TV o videogioco, partecipare a diverse attività a tema o acquistare del merchandising. Queste aree sono allestite da associazioni no profit, aziende o diretti sviluppatori di questi prodotti e servizi. Alcuni esempi di tali aree sono quelle dedicate a Star Wars,[14] Fallout,[15] al Marvel Cinematic Universe[16] o alla DC Comics.